# ويليام أنسل كيني
ويليام أنسل كيني هو محامي وسياسي أمريكي، ولد في 16 أكتوبر 1860 في هونولولو في الولايات المتحدة، وتوفي في 1930.